# Tomáš Ortel
Tomáš Ortel, rodným jménem Tomáš Hnídek (* 26. prosince 1975, Plzeň), je český zpěvák, lídr rockové skupiny Ortel, bývalý bubeník kapely Conflict 88. Je držitelem dvou bronzových a jednoho stříbrného slavíka v kategorii Zpěvák. Vystupuje jako host na demonstracích odpůrců islámu.

## Život
Respekt o Hnídkovi uvedl, že jej hudba přitahovala odmala a v paneláku k nelibosti sousedů hrál na bicí. Vyrůstal na Landově skinheadském Orlíku. Vyučil se operátorem CNC strojů, soustružením a frézováním se dlouho živil.
Okolo roku 1994 začal hrát na bicí v neonacistické kapele Conflict 88. Za své působení v této kapele se nestydí a nelituje jej, svůj odchod z kapely a založení vlastní kapely jdoucí odlišným směrem považuje za důkaz posunu smýšlení. V roce 2002 založil skupinu Ortel, pro kterou píše hudbu i texty a jejíž je frontmanem, a která je považována za kontroverzní a xenofobní.
Od roku 2013 se živí hudbou, v tomto roce se též nechal přejmenovat z Hnídka na Ortela. Tomáš Ortel podniká v pohostinství, do dubna 2015 provozoval v plzeňské Rybářské ulici restauraci Schenk u Ortela se středověkou tematikou, v současnosti si jím plně vlastněná společnost Tomáš ORTEL s.r.o. pronajímá sál Alfa a provozuje jej jako Rebel Alfa Music Club.
Dne 20. dubna 2018 se Tomáš Ortel oženil s dlouholetou přítelkyní Janou Purer. Svatba proběhla ve středověkém stylu na zámku Zbiroh. Oba věřící snoubenci byli v minulosti rozvedení, proto je v tamní kapli Nanebevzetí Panny Marie oddal kněz z apoštolské církve. Média zmínila, že svatba se koná na den výročí narození Adolfa Hitlera na zámku, kde za 2. světové války sídlilo velitelství SS.

## Hudební kariéra
Hudební kariéra Tomáše Hnídka zahrnuje působení v dvou kapelách.

### Conflict 88
V roce 1994 stál Tomáš Hnídek jako bubeník u zrodu plzeňské neonacistické kapely Conflict 88, jejíž název odkazuje čísly 88 na nacistický pozdrav Heil Hitler. Texty písní vyzdvihují nadřazenost bílé rasy a jsou otevřeně antisemitské a rasistické. Kapela hrála mimo jiné v Srbsku na srazu neonacistické organizace Combat 18. Jednu ze svých písní kapela věnovala nacistickému politikovi Rudolfu Hessovi. Ortel se proti spojování s touto ideologií brání poukazem na fakt, že nebyl autorem textů kapely, ze které odešel v roce 2002. Podle záznamů koncertu Sons of Bohemia na serveru YouTube hrál Tomáš Ortel některé písně skupiny Conflict 88, např. „Vrať se k nám“ nebo „Krásné časy“, i po opuštění skupiny. Redaktor Vedral uvádí stejné písně i na koncertech skupiny Ortel.

### Ortel

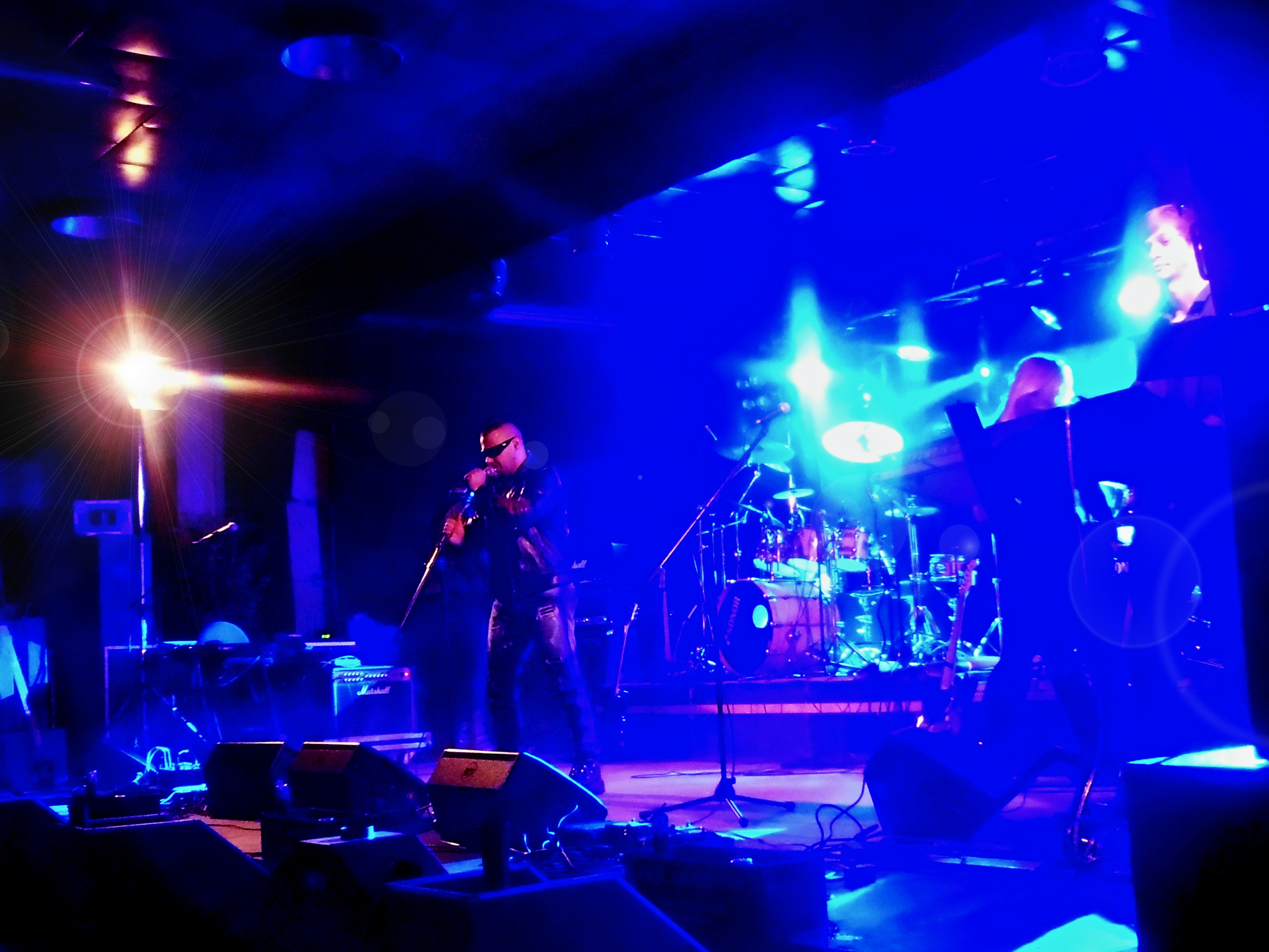
Tomáš Ortel

Tomáš Ortel založil v roce 2002 skupinu Ortel, ve které od té doby působí. Je lídrem, zpěvákem, kytaristou a zároveň autorem textů a hudby skupiny. Skupina je považována za kontroverzní a xenofobní. Tomáš Ortel je také autorem písně Hadr, kterou si jako svou hymnu osvojila později zakázaná Dělnická strana. V souvislosti se svým působením ve skupině se v Českém slavíku Mattoni 2015 umístil na třetím místě mezi zpěváky, v ročníku 2016 postoupil na druhé místo se 16 432 body.

## Napojení na krajní pravici
Podle Plzeňského deníku se zúčastňoval řady průvodů a demonstrací příznivců Dělnické strany. V roce 2009 byl během rozsáhlé razie proti neonacistům zadržen policií. V roce 2013 se účastnil protiromského průvodu Plzní, kdy šel v čele průvodu a byl jedním z řečníků demonstrace. Na výročí 17. listopadu v roce 2015 vystupoval na náměstí Republiky v Praze jako předskokan těsně před zahájením demonstrace Národní demokracie nazvané „4. tábor lidu“.
V roce 2016 zahájil krátkým koncertem pražskou demonstraci „Czexit – boj za naši kulturu a bezpečnou zem“, na které se odpůrci islámu setkali 17. září na Václavském náměstí. Na konci září vystoupil jako speciální host s písní „Mešita“ na plzeňské Svatováclavské demonstraci hnutí Úsvit a Bloku proti islámu, přičemž jeho vystoupení bylo přenášeno telemostem na další protiislámské demonstrace v Praze, Mostu a Ostravě. Několik písní včetně „Mešity“ zazpíval také na shromáždění příznivců prezidenta Zemana, odpůrců islámu a pravicových extremistů k výročí 17. listopadu na pražské Letné.
Na 25. dubna 2019 byl ohlášen jeho koncert i s kapelou na demonstraci hnutí SPD Tomia Okamury za účasti představitelů zahraničních radikálních politických stran Le Penové, Salviniho a Wilderse na Václavském náměstí v Praze.